# Zumpahuacán
Zumpahuacán è un comune del Messico, situato nello stato di Messico.